# غنجة (دربندرود)
غنجة (بالفارسية: گنجه) هي قرية تقع في إيران في قسم دربندرود الريفي. يقدر عدد سكانها بـ 128 نسمة بحسب إحصاء 2016.